# Route régionale 39 (Tunisie)
Pour les articles homonymes, voir Route 39.
La route régionale 39 ou RR39 est un axe routier secondaire de Tunisie qui relie Ezzahra à Séjoumi en passant par Bou Mhel el-Bassatine, Naâssen et Fouchana.
Elle croise l'autoroute A1, la route régionale 34, la route régionale 36 et la route nationale 3.